# New Order
New Order er et post-punk-band fra Manchester, England, som begyndte deres karriere i 1980'erne.
Gruppen er en videreførelse af Joy Division, hvor de tre resterende medlemmer Bernard Sumner, Peter Hook og Stephen Morris valgte at fortsætte efter forsanger Ian Curtis' selvmord i 1980. Bernard Sumner overtog rollen som forsanger, og gruppen blev kort efter udvidet med Gillian Gilbert på keyboard og guitar.

## Historie
Efter interne kontroverser syntes tiden ovre for bandet efter udgivelsen af Republic i 1993. Bernard Sumner havde i et stykke tid samarbejdet om bandet Electronic med den tidligere guitarist i The Smiths, Johnny Marr, og Peter Hook havde haft projekterne Revenge og Monaco. De to resterende medlemmer, Gillian og Stephen, giftede sig samme år og dannede sammen bandet The Other Two.
Efter syv års pause vendte New Order dog tilbage til musikscenen i 2000 med nummeret Brutal til soundtracket til filmen The Beach. I 2001 udkom bandets comeback-album Get Ready.
I 2002 forlod Gillian Morris bandet for at passe Stephen og deres fælles børn. Hun blev erstattet af Phil Cunningham – den første ændring i gruppens besætning siden 1980.

## Diskografi

### Studiealbums
- Movement (Factory Records, 1981).
- Power, Corruption And Lies (Factory Records, 1983).
- Lowlife (Factory Records, 1985).
- Brotherhood (Factory Records, 1986).
- Technique (Factory Records, 1989).
- Republic (London Records, 1993).
- Get Ready (London Records, 2001).
- Waiting For The Sirens' Call (London Records, 2005).
- Lost Sirens (Warner Music UK, 2013).
- Music Complete (Mute, 2015).

### Opsamlinger
- Substance 1987 (Factory Records, 1987).
- (the best of) New Order (London Records, 1994).
- (the rest of) New Order (London Records, 1995).
- International (London Records, 2002).
- Retro (London Records, 2002).

### EP'er
Tekst mangler, hjælp os med at skrive teksten

### Singler
- "Ceremony" (Factory Records, 1981)
- "Blue Monday" (Factory Records, 1983)